# Fourrageage

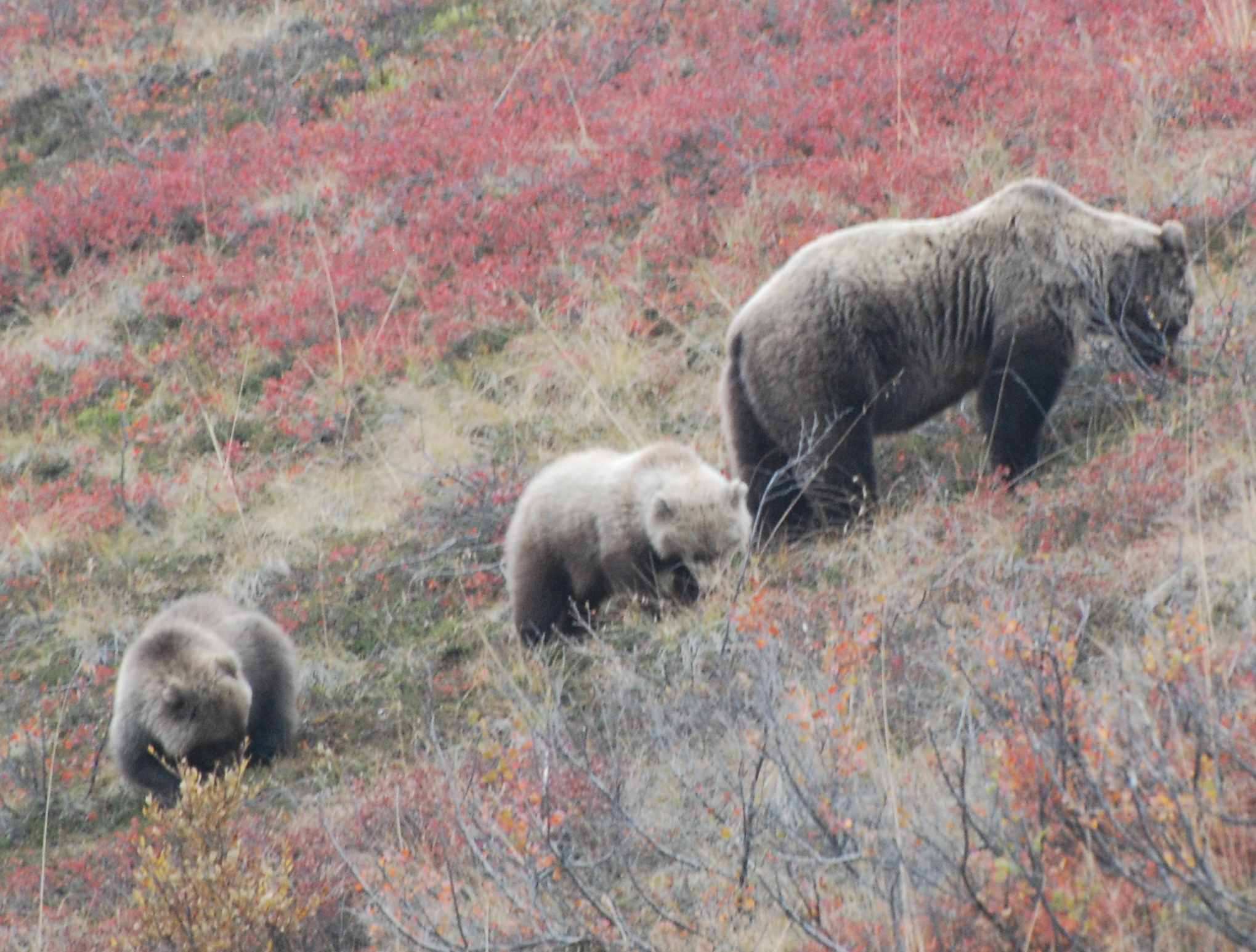
Une mère grizzli (Ursus arctos horribilis) et ses petits fourrageant dans le Parc national du Denali

Le terme fourrageage ou fourragement désigne la recherche de nourriture dans la nature par les animaux et les êtres humains — dans ce dernier cas, il s'agit d'approvisionner le bétail ou de se nourrir[réf. souhaitée]. L'on peut aussi utiliser le terme d'approvisionnement.
Le nourrissage désigne pour les animaux l'action de se nourrir ou le fait d'être nourri.
Historiquement, le terme est aussi utilisé dans le jargon militaire, notamment dans l'intendance de la cavalerie, pour désigner l'action d'approvisionner les chevaux (recherche de fourrage, foin, paille, etc.), la troupe.

## Terminologie militaire
« Qu'on ostera toutes contributions, fourragement des soldats et autres charges »

— Théodore Agrippa d'Aubigné,  Histoire universelle depuis 1550 jusqu'en 1601  - tome III, p. 348

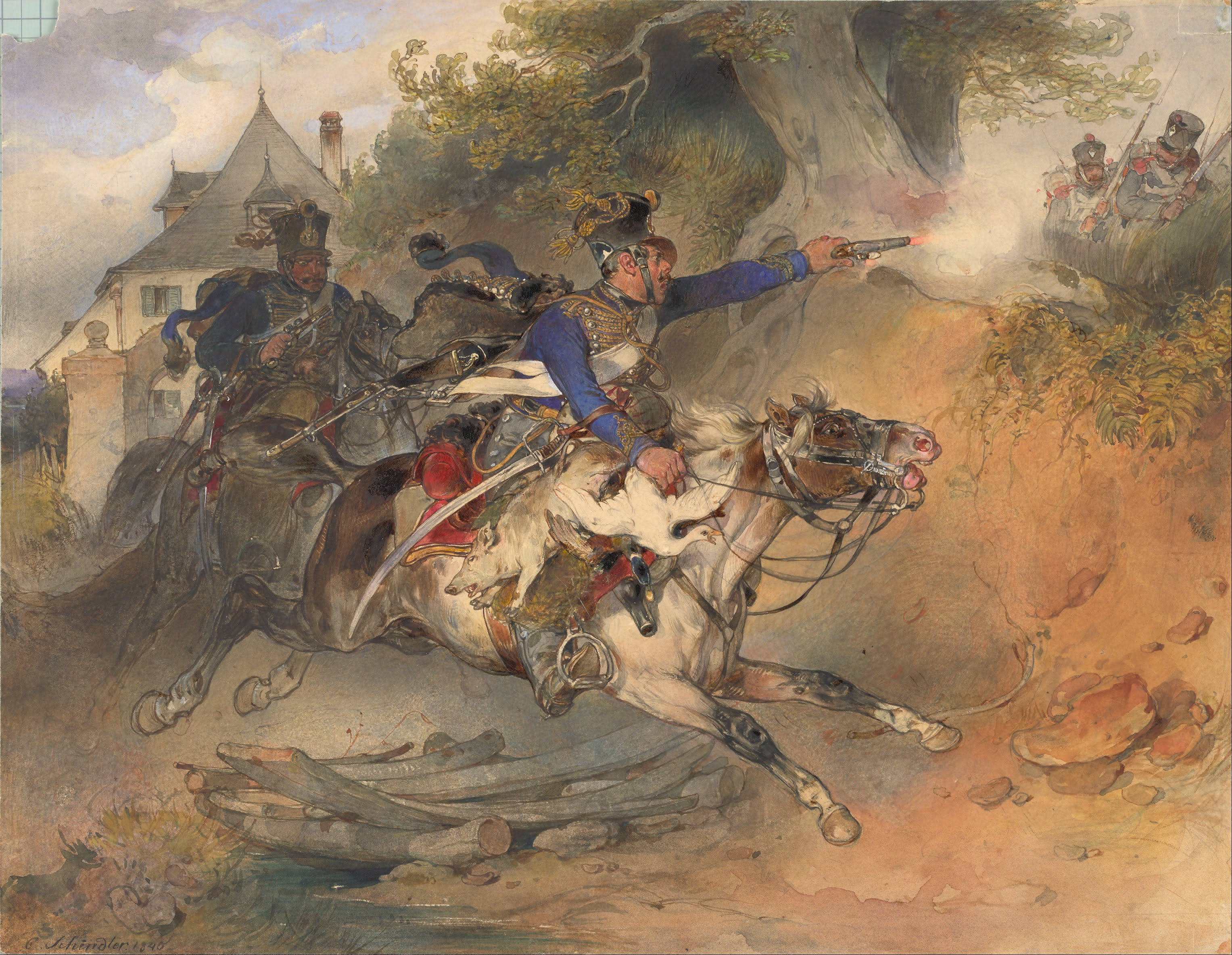
Les hussards fourrageant (1840), tableau du peintre autrichien Carl Schindler (1821-1842)

Dans la terminologie militaire, le fourrageage désignait auparavant l'action d'approvisionner la troupe — les fourriers étant des sous-officiers chargés de ce type de tâches. Par extension, le terme était aussi utilisé pour désigner des actions de pillage ou de razzia voire de harcèlement des lignes d'approvisionnement ennemies. On utilise l'expression « vivre sur le pays » pour désigner ce type d'économie militaire - la contre-mesure étant la pratique dite de la « terre brûlée », visant à priver l'adversaire des ressources offertes par les territoires conquis.  
Dans l'histoire de l'armée française, une des premières unités levées spécialement désigné pour se livrer à cette mission fut celle des chasseurs de Fischer.
Le terme doit être distingué de la réquisition militaire, ordre que donne une autorité militaire pour mettre à sa disposition des biens ou des lieux, moyennant parfois un dédommagement pécuniaire. Mais il peut être rapproché du mot butin, désignant ce qui est pris a l'ennemi après une victoire, tout ou partie de celui-ci pouvant être retourné contre son propriétaire vaincu.

## En écologie
En écologie (particulièrement en écologie comportementale), le terme d'approvisionnement est plus fréquemment employé (équivalent de foraging en anglais).